# ふたごのユーとミー 忘れられない夏
ふたごのユーとミー 忘れられない夏 (ふたごのユーとミー わすれられないなつ、泰題: เธอกับฉันกับฉัน ) は 2023年に公開されたタイの恋愛映画である。監督はワンウェーウ・ホンウィワットとウェーウワン・ホンウィワット。主な出演者は、ティティヤー・ジラポーンシン、アントニー・ブィサレー、およびスパクソーン・チャイモンクル。仲がよく、全てを共有して生活している双子の姉妹、ユーとミーを描いた物語である。ある日、彼女らは初恋の相手であるマークに再会する。マークもユーのことが好きなようだが、彼女らはマークのことは共有できないことに気がつく。
この映画は、2023年2月9日に公開された。

## あらすじ
1999年。世界中でY2K問題が危険視されており、またノストラダムスの大予言も話題になっていた頃。中学3年生の一卵性双生児の姉妹、ユーとミーが父母と共にバンコクで暮らしていた。ミーの左頬に小さいほくろがあること以外は外見がそっくりで、それを利用して、彼女らは食べ放題の焼き肉店で途中で入れ替わったり、映画館に入り込んだり、食べ物を半分に分けたりと、1人分を共有して仲良く生活していた。
さらに、数学が得意なミーは、英語が得意ながら数学が苦手なユーの替え玉として数学の追試に参加するが筆記用具を忘れてしまう。それを、友達から"ファラン"と呼ばれていた男子生徒が鉛筆を折って助ける。テストを早々と解き終わったミーがファランを見ると、彼は四苦八苦しており、ミーは書き終えた解答用紙をマークが見えるようにずらすことで彼を助ける。
その頃彼女らの父の商売は思わしくなくなっており、過去の彼の浮気のことも併せて父母の仲は悪くなってきていた。借金取りが家に押しかけてくるに至り、母親は休みの帰省を少し拡大して父親と別居することになる。タイの東北部であるナコンパノム県 にある母親の実家、つまりユーとミーの祖母の家となるギフト包装店で、ユーは自分たちがギターのようなタイの弦楽器・ピンを弾いている写真を見つけ、改めて弾いてみたくなる。ユーのレッスン料を祖母が出してうらやましがったミーには店番の役割を与えることにした。夜、寝床でミーは、追試の前にファランがギターをピンのようにつま弾いていて彼に少し憧れたことを思い出し、ユーにそれをぼやかして語る。
郊外のピン教室で、周りの子供たちはユーのことを都会から来た色白のお姉さんとして憧れの目で見る。しかし、おそらく最年長だったユーは彼らほどピンには慣れていなかった。チューニングも基礎練習のしかたも忘れて戸惑っているユーに、同世代の男性が自分の名を呼びかけてくる。ピン教室の先生は助手である彼にユーの指導をお願いし、彼はユーに1対1で指導することになる。
彼は、追試でユーの替え玉だったミーに鉛筆を貸したファランことマークだった。ミーからその時のことを聞いていたユーは、思い出したかのようなふりをして彼に合わせる。彼の父母は既に離婚し、父が母国に帰ったので学校を辞めて母親と一緒にナコンパノムに引っ越してきたのだった。
街中へ戻ってきたユーを迎えに来たミーとユーはオレンジ味のアイスを半分ずつわけて食べながら自転車を2人乗りで家路に向かう。道すがら、ユーはミーにマークに再会し、彼氏がいるかどうか聞かれたことを話す。ミーはユーがマークに惹かれていることを知り、自分の気持ちを出さずにユーが付き合えばいいと返す。
マークを口説くために、雑誌「You&Me」にあった、異性を口説く方法、8秒間相手を見つめる、を試すも、ユーは8秒間相手を見つめ続けることが出来ない。そんなことをしているうちにユーはますますマークのことが気になっていく。家のバスルームで水浴しながらミーへキスの経験を聞き、2人で試してみたり、母親の紅を唇に塗ってキスを想像してみたりする。
ピン教室でユーは人気で、生徒の1人・キューから愛の歌を歌って口説かれるが、ユーは相手にせず、飴を1つあげてあしらう。キューの弟ジョイはそれをうらやましがって欲しがるが飴は1つしかなく、それが原因で兄弟げんかが始まる。ユーは飴を取り上げ、石で2つに割って兄弟に分け与え、マークのバイクに2人乗りして帰ってくる。兄弟げんかの原因がユーの取り合いにあったことに気づいたマークは帰り道、ユーに彼氏の有無を改めて尋ね、ユーはマークが自分のことを好きであることを確信する。家でそのことをミーに伝えようとしたユーは、腹痛と出血から、自分が遅い初潮を迎えたことに気がつく。
テレビでノストラダムスの大予言の話題を見て、ユーとミーは近所の店で米や飲料水を祖母のツケで買いだめする。当然それは母親に怒られ、祖母もあきれて返品させる。そのことを不安が残る2人が電話で父親に報告すると、父親は流星群を見て願い事をしよう、と提案してくる。その後ユーとだけ話したいと父親が言ったことで、ミーはマークが自分たちを見分けられるか気になり出す。
睡蓮の花畑でのデートで、マークは口説きの言葉をかけ、顔を近づけたときに左頬のほくろに気がつき、それを指摘する。ユーになりすましてデートに来ていたミーは焦って舟から立ち上がり、水に落ちる。その瞬間、湖のほとりで午睡していたユーは何かに気がつき、そばにいた船頭に自分を乗せていくよう頼み込む。舟がひっくり返った現場にすぐ着いたユーだが、ミーは上がって来ず、マークがミーを探しているところだった。果たして、ユーが呼びかけたすぐ後、ミーは溺れかけながらも無事浮かんでくる。湖のほとりで2人はマークになりすましを謝る。帰った家で、ユーはミーに、一緒に生まれた2人のどちらかが先に死んだらと話し、ミーは1人では暮らしていけないと返し、お互いに同じ事を思っていることに気付いて抱擁しあう。
11月の20日過ぎ、近所の寺で数日間祭りが行われることになる。目玉は妖怪"ガスー"の見世物小屋だった。興味を持ったミーはユーを誘うが、既にマークからデートとして誘われていたユーは自分にとっての初デートだからと、3人で行くことを断って、別の日に行く約束をし、マークと祭りを楽しむ。留守番になったミーは、かつて自分を口説いていたクラスメイト・トウに電話をかけるが、一言も話さずに電話を切る。
翌日、機嫌を悪くしながら店番をしていたミーに気がついたユーは、昼間ながら祭りの会場にミーを連れて行く。しかし、会場は幕で覆われていた。祭りはその前日が最終日だったのだ。幕に隙間を見つけたミーは、ユーを連れてそこから中に忍び込む。誰もいない会場の中、ユーはミーを見世物小屋に案内する。そこに"ガスー"はいなかったが、ユーはミーの目を手で覆って様子を想像できるよう説明し、そのオチまで語って楽しませる。楽しくなったミーは、ユーの話で射的や綿あめ、ダンスに花火、メリーゴーラウンドなど、他の楽しみも一緒に楽しんだ気分になる。しかし、メリーゴーラウンドでマークに口説かれた話を聞き、我に返る。ユーは、"これからは3人で付き合おう"と提案し、2人はそれを約束する。
実際、田舎の東屋でデートする3人。ユーの弾くピンに合わせてミーが音程を外して歌う。その後のバイク乗りでは逆にユーはうまくバイクに乗れず、ミーは簡単に乗りこなした。そのせいもあってミーとマークが2人きりで話すことになったとき、マークは、2人の性格の違いについて話し、さらにミーがずっと前からの知り合いのような気がすると話す。帰り道はミーの運転で3人乗りするが、サイドミラーに写るマークの姿を見てミーはバイクをふらつかせる。家に着いたユーは帰るのを少し遅らせ、マークとキスを交わす。それを家の2階からミーが見つめ、窓際から去る。さらに、ユーはマークが自分を好きになったきっかけを聞くが、それは追試の時に替え玉だったミーが答案を見せたこと、つまり、実際にマークが好きになったきっかけはミーだった。
ピンの教室に通うユーに、ミーも付き添うようになる。例の兄弟に口説かれ、ミーはトウと付き合っていると、マークに聞こえるところで話した。マークは無関心を装い去り、兄弟はミーを口説く歌を歌い出す。夜、流星群を待ちながら、マークはトウの事が本当なのか問いただす。ミーは、デートはしたことがあっても付き合ってはいないと応える。そのやりとりを聞いていたユーがミーを小便を口実に連れ出す。ユーは、ミーが手伝いをしないことを祖母が愚痴っていることをきっかけに、マークと2人で遊びたいと言い出す。
いよいよ流星群が始まり、3人は星を見だす。ユーはマークに、自分たちがピン教室で会ってからちょうど2ヶ月だ、と言うが、マークは出会いを追試から数えないのか、と反応する。そこにミーが、追試を受けたのは自分であると真相を語る。それがきっかけでユーとミーは口論を始め、マークは混乱し、バイクを運転し、2人を乗せて帰る。ミーは一足先に家に入り、ユーは帰ろうとしたマークを引き留め、時計台の下でキスをするがマークの反応は芳しくない。帰ったユーとミーも仲が悪いままだった。
翌日、マークに電話しようと受話器を上げたとき、ユーは父母が離婚のための話し合いでその電話を使っていることに気がつく。養育費が足らず双子をそれぞれが1人ずつ引き取る話になり、どちらを選ぶか聞かれた母親がユーを父親の側に渡すと回答したのをユーは聞いてしまう。電話の後、母親はバンコクに戻ることになり、そのことをユーに伝えるが、これまで1度も間違えたことのない母親は彼女をミーと間違える。放心状態ながらも、ユーはピン教室に行く。いつもいるはずのマークはそこに来ず、子供たちは不安がっていたが、それを気にする余裕はユーにもなかった。先生との練習の最中にユーは泣き出してしまう。帰りのソンテウに乗るのを止めてうろついたり、街中をふらついたり、川面を眺めたりする。
何か買おうと近所の店に寄ったユーは、そこでマークとミーが話をしているのに気がつく。ミーは、マークにユーと復縁するよう迫っていた。混乱してそれを考えられないマークは、ミーの気持ちを聞くが、ミーも混乱していた。自分が望むものがユーの独占か、マークとの恋か、それともただの嫉妬に過ぎないのかわからなかったのだ。とりあえず、改めて2人でデートすることにする。それを聞いて、ユーはその場を離れる。
夜、ユーはミーに、母がバンコクに行ったのは父母が離婚するつもりであるからと話し、そうなれば自分が父親に引き取られることを話した。怒るミーに、ユーは、みんなが自分よりミーのことが好きだと嘆く。
クリスマスの日、マークは例のデートで映画館に行く。座席でマークの肩にもたれかかられ、キスをせがまれて唇を近づけるが、頬のほくろが描いたものであることに気がつく。来たのはミーではなくユーで、マークの反応を確かめに来たのだった。マークは映画を中座する。デートに行かなかったミーが家に帰ってくると、部屋が荒れており、鏡に置き手紙があることに気がつく。
バスターミナルで夜行バスを待つユーは、買った蒸かし饅頭をいつものように2等分していることに気がつく。食べながら泣き出し、喉に詰まらせ、隣に座っていた女性から水をもらって飲む。
夜、1人で眠ろうとするミーは眠ることが出来ない。夜中に起き出して深夜のテレビを見ていると、ニュース速報が入ってくる。ナコンパノム発バンコク行きのバスが事故に逢い、乗客全員が死亡したというニュースが流れる中、ミーにも遅い初潮がやってくるが、ニュースで被害者にユーの名前を聞き、それどころでなくなる。父の家に電話するがつながらず、マークとは電話で話し、寝ていた祖母をたたき起こして助けを求め、自分はナコンパノムのバスターミナルに向かう。
バスターミナルにはもう誰もおらず、しかしミーは望みを託して受付やバスなどあちこちのガラス窓を叩いて回る。結局誰もおらず、待合室のベンチに座るとユーの姿を見つける。実際にはそれはユーではなく、ガラスに写ったミーの顔だったのだが、そこにミーがユーに向けて謝っていると、後ろから誰かが起き上がってくる。気配を感じたミーが振り向くと、そこに目を覚ましたユーがいた。抱擁し合いながらもう一度大きく謝るミーの態度に、ユーはぽかんとしながらも落ち着かせようとする。
バスに乗らなかったユーが乗客名簿に入っていたのは、ユーが飲んだ水に睡眠薬が入っていたからだった。彼女は昏酔強盗に会い、加害者である隣に座っていた女性はユーの持っていたチケットと金を盗んでバスに乗ったのだった。それを、遅れて到着したマークとユーとミーは防犯カメラの映像を見て知る。
ユーとミーはバンコクに発ち、マークは手紙を渡してそれを見送る。手紙には、自分が2人を取り違えたせいで2人の仲を悪くしたことに関する謝罪が書かれており、事故をきっかけに2人の絆の大切さに気付いたことから自分が身を引くことが書かれていた。バンコクへの道すがら、2人は父母のどちらに着けば何が起こるだろうか話し合う。
大晦日、バンコクの自宅で、飲料水や食料品を買いだめする2人。母親は家を離れるために自分の荷物を荷造りしていた。ガムテープを母親に届けたユーは、なぜ1人を選ぶときにミーを選んだのか尋ねた。母親の答えは、ミーよりもユーの方がしっかりしていて、父親の面倒を見ることが出来ると思ったからだった。
その夜、久しぶりの4人での夕食時に、父親がユーとミーに1つのプレゼントを渡す。それは、Y2K対応の携帯電話だった。2人と離れても自分のところに電話が欲しいと買い与えたのだが、ユーとミーは、ユーが父親と、ミーが母親と暮らすことを決めたと話す。1999年12月にバンコクにはスカイトレインが開業しており、ユーはそれで学校に通いたくなったのだ。ミーは祖母を手伝って働きたかったのだ。2人が離れて暮らすことになることで、ミーは、もう1台携帯電話が欲しいとねだる。
夫婦げんかが起きるたびに2人が逃げていた路地の奥で、ユーとミーは年明けを待つ。これから2人は離れて暮らすことになること、世界が滅亡するかもしれないこと、どちらももう怖くはなかった。カウントダウンが起き、2人が見つめていた向こうに新年を祝う花火が上がる。

## 出演者
- ティティヤー・ジラポーンシン: ユー、ミー (2役)
- アントニー・ブィサレー: マーク(ファラン)
- スパクソーン・チャイモンクル:ユーとミーの母親
- Yasaka Chaisorn: ピンの先生
- Kantapon Jindataweephol: トー

## 製作
監督であるワンウェーウ・ホンウィワットとウェーウワン・ホンウィワットは、映画としてはこの映画が初の監督であるが、以前連続テレビドラマである"グレートメン アカデミー"の監督を務めていた。
バンジョン・ピサヤタナクーンにとってこの映画は、自身が監督しない映画で初めてのプロデュース作品である。彼は、引き受けた理由を、"脚本を読んで、自分が好きなタイプの恋愛映画だとわかり、さらに実現させたいシーンがたくさんあったから"と語っている。

## 公開

### 海外での上映
過去のGDH映画同様、この映画は東南アジア各国でも上映された。
シンガポールでは2023年2月23日公開、インドネシアでは2023年3月29日公開、ベトナムでは2023年4月7日公開、マレーシアでは2023年4月27日に公開された。
NETFLIXでは、タイなどで2023年5月11日頃から公開されている。2023年5月26日現在、日本は配信エリアには含まれていないが、配信内に日本語字幕は含まれている。字幕作成は山田由依。

### 日本での上映
この映画は、2024年6月28日に一般上映された。
第18回大阪アジアン映画祭
2023年3月に開催された映画祭。3月12日、3月16日に「ユー＆ミー＆ミー」の邦題で上映。

## 参照
1. ↑  “เธอกับฉันกับฉัน ปล่อยตัวอย่างแรก ใบปอ ธิติยา รับบทพี่น้องฝาแฝดที่มี ‘รักครั้งแรก’ กับเพื่อนชายคนเดียวกัน”. The Standard. (2023年1月18日) 2023年1月18日閲覧。
2. ↑  “จีดีเอช เปิดตัวหนังรัก “เธอกับฉันกับฉัน” หนังรักอิ่มใจ ที่ไม่ควรพลาด”. ไทยรัฐ. (2023年1月17日) 2023年1月18日閲覧。
3. ↑  “3 ใบปิดแรกของ “เธอกับฉันกับฉัน” หนังว่าด้วยรักแรกของจีดีเอช เผยโฉมนักแสดงนำ”. Jediyuth. (2023年1月16日) 2023年1月18日閲覧。
4. ↑  “เธอกับฉันกับฉัน หนังรักอบอุ่นหัวใจ เรื่องแรกของปีนี้จาก GDH”. BLT Bangkok. (2023年1月17日) 2023年1月18日閲覧。
5. ↑  Golden Village SGによる映画紹介 2023年5月26日閲覧
6. ↑  CNNインドネシアによる映画紹介 2023年5月26日閲覧
7. ↑  CJ ENM VIETNAMによる告知映像 2023年5月26日閲覧
8. ↑  GSCmoviesによる映画紹介 2023年2月20日閲覧
9. ↑  NETFLIX Thailandによる当該映画公開予告Tweet 2023年5月26日閲覧
10. ↑  第18回大阪アジアン映画祭の当該映画紹介ページ 2023年5月26日閲覧